# Paris-Nice 1997
La 55e édition de la course cycliste par étapes Paris-Nice a eu lieu du 9 au 16 mars 1997. La victoire est revenue au Français Laurent Jalabert pour la troisième année consécutive. Le Suisse Laurent Dufaux et l'Espagnol Santiago Blanco l'accompagnent sur le podium.

## Participants
Sur cette édition de Paris-Nice 136 coureurs participent divisés en 17 équipes : ONCE, Festina-Lotus, Banesto, Mapei-GB, US Postal Service, Casino-C'est votre équipe, Gan, BigMat-Auber 93, Française des Jeux, Kelme-Costa Blanca, Lotto-Mobistar, Batik-Del Monte, Team Polti, Saeco, Cofidis, MG Maglificio-Technogym et Mutuelle de Seine-et-Marne. L'épreuve est terminée par 111 coureurs.

## Étapes
| Étape      | Date    | Villes étapes                   | type                        | Distance (km) | Vainqueur d'étape  | Leader du classement général |
| ---------- | ------- | ------------------------------- | --------------------------- | ------------- | ------------------ | ---------------------------- |
| Prologue   | 9 mars  | Neuilly-sur-Seine – Paris       | prologue                    | 7,1           | Laurent Jalabert   | Laurent Jalabert             |
| 1re étape  | 10 mars | Vendôme – Bourges               |                             | 162,5         | Tom Steels         | Laurent Jalabert             |
| 2e étape   | 11 mars | Bourges – Montluçon             |                             | 173           | Tom Steels         | Laurent Jalabert             |
| 3e étape   | 12 mars | Montluçon – Clermont-Ferrand    |                             | 165           | Pascal Chanteur    | Laurent Jalabert             |
| 4e étape   | 13 mars | Cournon-d'Auvergne – Vénissieux |                             | 197,5         | Tom Steels         | Laurent Jalabert             |
| 5e étape   | 14 mars | Montélimar – Sisteron           |                             | 182           | Laurent Jalabert   | Laurent Jalabert             |
| 6e étape   | 15 mars | Saint-André-les-Alpes – Antibes |                             | 160,5         | Adriano Baffi      | Laurent Jalabert             |
| 7e a étape | 16 mars | Nice – Nice                     |                             | 69,8          | Tom Steels         | Laurent Jalabert             |
| 7e b étape | 16 mars | Antibes – Nice                  | contre-la-montre individuel | 19,9          | Viatcheslav Ekimov | Laurent Jalabert             |

### Prologue
9-03-1997. Neuilly-sur-Seine-Paris, 7,1 km. (clm)
|   | Cycliste         | Équipe         | Temps      |
| - | ---------------- | -------------- | ---------- |
| 1 | Laurent Jalabert | ONCE           | 8 min 19 s |
| 2 | Andreï Tchmil    | Lotto-Mobistar | + 4 s      |
| 3 | Melchor Mauri    | ONCE           | + 10 s     |

### 1reétape
10-03-1997. Vendôme-Bourges, 162,5 km.
|   | Cycliste           | Équipe            | Temps           |
| - | ------------------ | ----------------- | --------------- |
| 1 | Tom Steels         | Mapei-GB          | 4 h 24 min 48 s |
| 2 | Frédéric Moncassin | Gan               | m.t.            |
| 3 | Adriano Baffi      | US Postal Service | m.t.            |

### 2eétape
11-03-1997. Bourges-Montluçon 173 km.
|   | Cycliste            | Équipe   | Temps           |
| - | ------------------- | -------- | --------------- |
| 1 | Tom Steels          | Mapei-GB | 4 h 13 min 59 s |
| 2 | Gian Matteo Fagnini | Saeco    | m.t.            |
| 3 | Frédéric Moncassin  | Gan      | m.t.            |

### 3eétape
12-03-1997. Montluçon-Clermont-Ferrand 165 km.
|   | Cycliste         | Équipe                    | Temps           |
| - | ---------------- | ------------------------- | --------------- |
| 1 | Pascal Chanteur  | Casino-C'est votre equipe | 3 h 59 min 43 s |
| 2 | Laurent Dufaux   | Festina-Lotus             | m.t.            |
| 3 | Laurent Jalabert | ONCE                      | m.t.            |

### 4eétape
13-03-1997. Cournon-d'Auvergne-Vénissieux, 197,5 km.
|   | Cycliste         | Équipe   | Temps           |
| - | ---------------- | -------- | --------------- |
| 1 | Tom Steels       | Mapei-GB | 5 h 20 min 48 s |
| 2 | Mario Cipollini  | Saeco    | m.t.            |
| 3 | Laurent Jalabert | ONCE     | m.t."           |

### 5eétape
14-03-1997. Montélimar-Sisteron, 182 km.
|   | Cycliste         | Équipe        | Temps           |
| - | ---------------- | ------------- | --------------- |
| 1 | Laurent Jalabert | ONCE          | 4 h 34 min 12 s |
| 2 | Laurent Dufaux   | Festina-Lotus | m.t.            |
| 3 | Santiago Blanco  | Banesto       | + 1 s           |

### 6eétape
15-03-1997. Saint-André-les-Alpes-Antibes, 160,5 km.
|   | Cycliste      | Équipe            | Temps           |
| - | ------------- | ----------------- | --------------- |
| 1 | Adriano Baffi | US Postal Service | 3 h 35 min 49 s |
| 2 | Johan Museeuw | Mapei-GB          | m.t.            |
| 3 | Andreï Tchmil | Lotto-Mobistar    | m.t.            |

### 7eétape,1ersecteur
16-03-1997. Nice-Nice, 69,8 km.
|   | Cycliste           | Équipe                  | Temps           |
| - | ------------------ | ----------------------- | --------------- |
| 1 | Tom Steels         | Mapei-GB                | 1 h 39 min 10 s |
| 2 | Fabio Baldato      | MG Maglificio-Technogym | m.t.            |
| 3 | Frédéric Moncassin | Gan                     | m.t.            |

### 7eétape,2esecteur
16-03-1997. Antibes-Nice, 19,9 km (clm).
|   | Cycliste           | Équipe            | Temps       |
| - | ------------------ | ----------------- | ----------- |
| 1 | Viatcheslav Ekimov | US Postal Service | 22 min 27 s |
| 2 | Evgueni Berzin     | Batik-Del Monte   | + 30 s      |
| 3 | Tom Steels         | Mapei-GB          | + 37 s      |

## Classement final
| #   | Cycliste           | Équipe          |    | Temps            |
| --- | ------------------ | --------------- | -- | ---------------- |
| 1.  | Laurent Jalabert   | ONCE            | en | 28 h 56 min 06 s |
| 2.  | Laurent Dufaux     | Festina         | +  | 1 min 00 s       |
| 3.  | Santiago Blanco    | Banesto         |    | 1 min 25 s       |
| 4.  | Viatcheslav Ekimov | US Postal       |    | 1 min 45 s       |
| 5.  | Pascal Chanteur    | Casino          |    | 2 min 06 s       |
| 6.  | Didier Rous        | Festina         |    | 2 min 32 s       |
| 7.  | Mikel Zarrabeitia  | ONCE            |    | 2 min 39 s       |
| 8.  | Johan Museeuw      | Mapei-GB        |    | 2 min 43 s       |
| 9.  | Christophe Moreau  | Festina         |    | 2 min 51 s       |
| 10. | Pascal Lino        | BigMat-Auber 93 |    | 2 min 55 s       |